# Stadsleenbank (Delft)

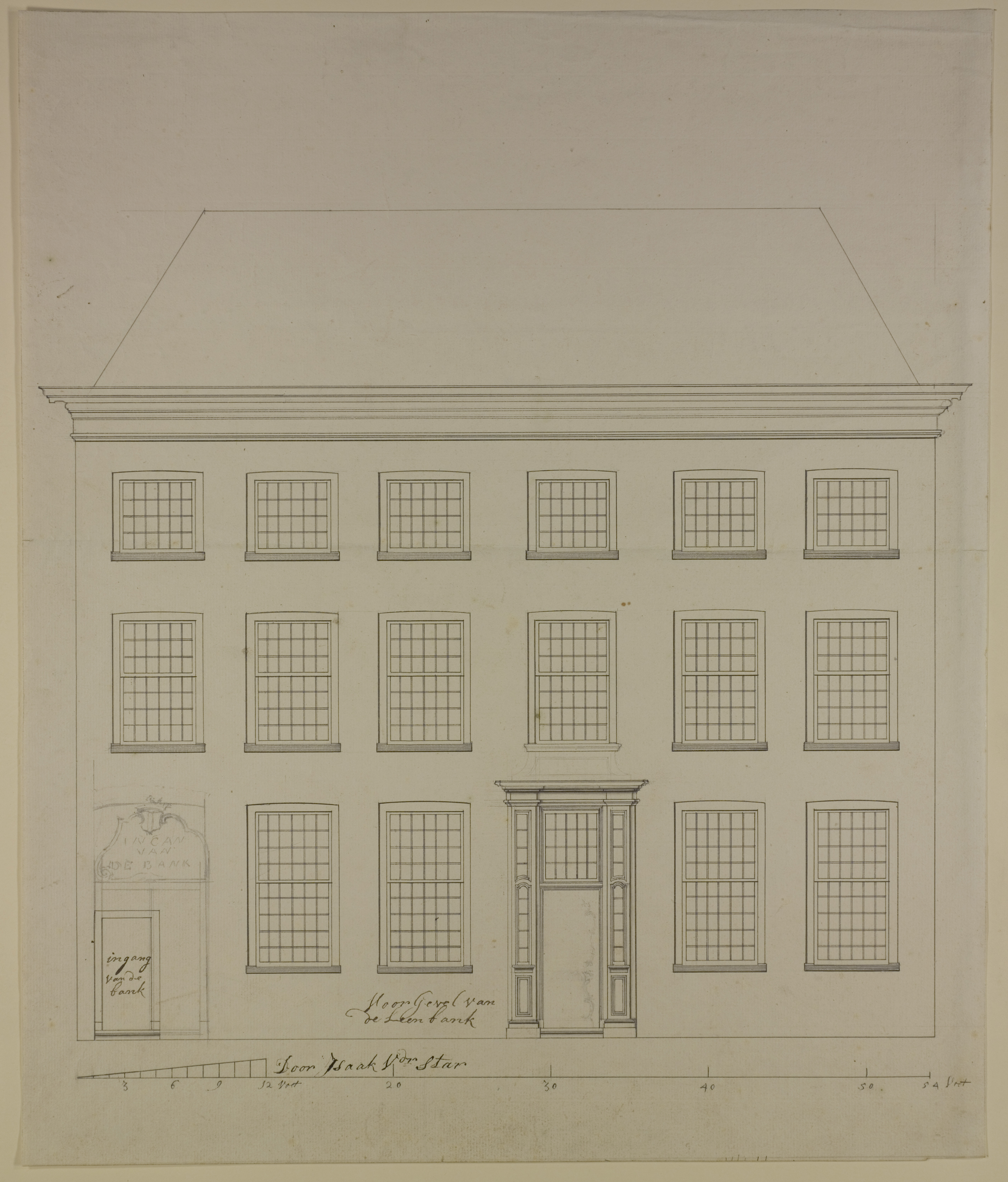
Opstand en voorgevel van het pand van de Stadsleenbank aan de Burgwal 45-49 (1780, na verbouwing)

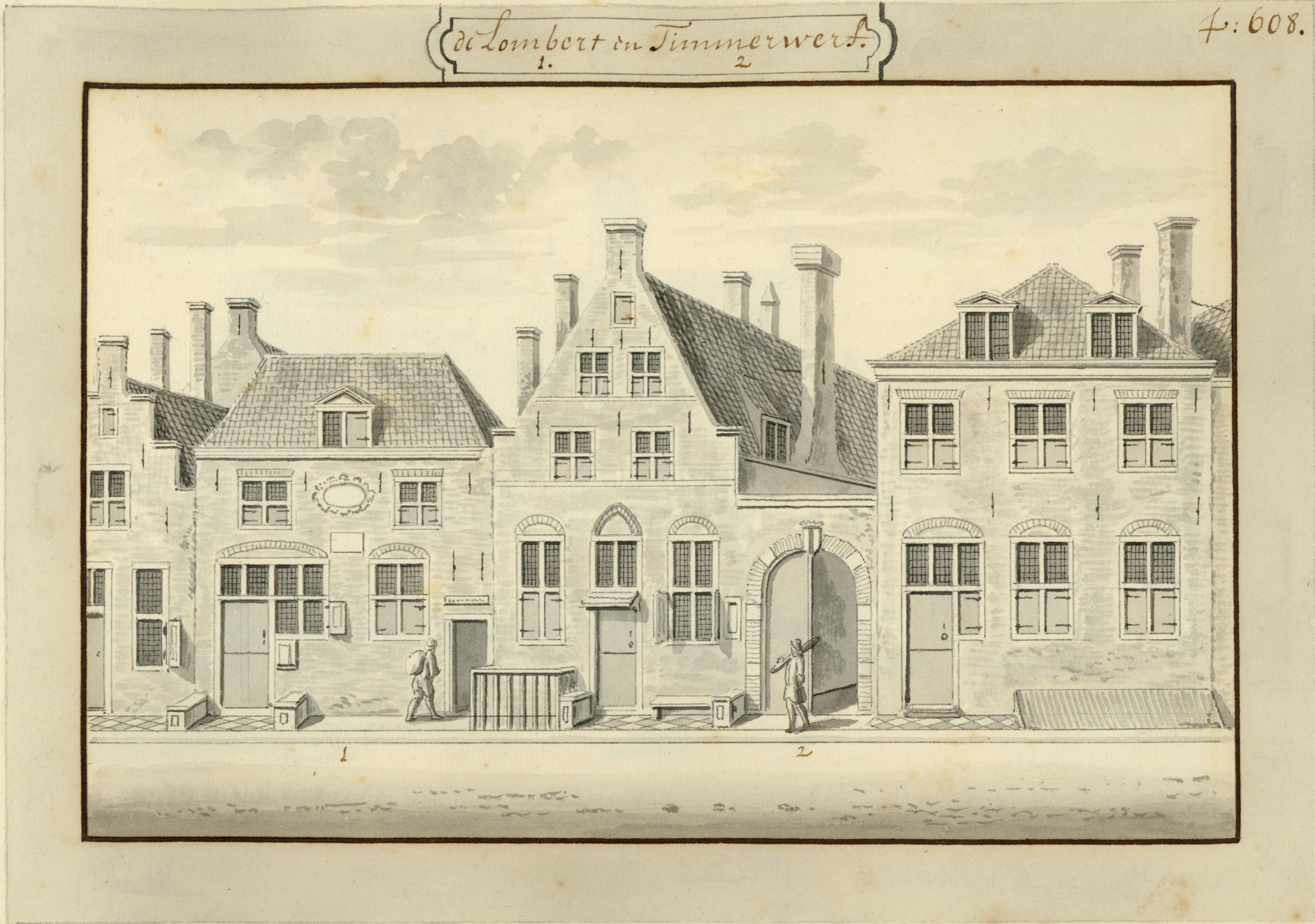
De Lombert en Timmerwerf aan de Burgwal 45-49 (1730, voor verbouwing)

De Stadsleenbank is een gebouw en beschermd rijksmonument aan de Burgwal 45 in het centrum van de plaats Delft, in de Nederlandse provincie Zuid-Holland. Het gebouw ontstond in 1769 na een grondige herziening van de oorspronkelijke bebouwing, en werd op 29 juni 1967 ingeschreven in het rijksmonumentenregister.

## Geschiedenis

### Eerste stadsleenbank
De stadsleenbank ontstond vrij laat. Reeds in 1287 ontving de stad Delft van Floris V het recht om een leenbank op te richten, en vermeldingen van particuliere leenbanken in Delft, waar burgers bij particulieren leningen konden afsluiten tegen een onderpand, zoals juwelen en andere siervoorwerpen, gaan terug tot 1287. Pas in 1676 besloot het stadsbestuur van Delft tot het instellen van een stadsleenbank. Dit had als voordeel dat er op de leningen gemeentelijke controle kon worden uitgeoefend, en daarnaast leverde het de stad ook geld op. Als locatie werden de gebouwen van het voormalig, 15de-eeuwse Heilig Geestgasthuis gebruikt, een gebouwencomplex grenzend aan de Burgwal en de Molslaan. Aan de Burgwal bevonden zich de woning van de kassier en de opslagzolders, aan de kant van de Molslaan werd de bebouwing gedeeld met de stadstimmerwerf, die er sinds 1579 gevestigd was.

### Verbouwing van 1769
In de 18de eeuw was het gebouw zodanig vervallen geraakt en te klein geworden, dat stadsarchitect Nicolaas Terburgh een ontwerp maakte voor een verbouwing. Aan de Burgwal werd het pand links van de bank afgebroken, en van de bank zelf werden de voorgevel en de zolderverdieping afgebroken om ruimte te maken vooreen drielaagse gevel. Alleen de ver naar achteren doorlopende ruimte op de begane grond bleef intact. De verbouwing werd afgerond in 1769, en de ingang van de bank werd bekroond met een ornament in rococo-stijl, met het wapen van de stad Delft, en het opschrift "1769 Den Ingangh van de Stadsleenbanck".
De bank werd opgeheven in 1922. De archieven uit de periode dat de bank actief was, werden voor een groot deel vernietigd. De restanten bevinden zich in het stadsarchief.

## Latere functies
Nadat de bank in 1922 werd opgeheven, startte ene L. Rook er een fietsenfabriek en rijwielhandel, waarbij het interieur uit de achttiende eeuw grotendeels verdween.  
Vanaf 1968 was het pand langere tijd de thuishaven voor jongerencentrum "De Eland", tot het in 1996 door financiële problemen failliet ging.
Vanaf 1998 vestigde zich het poppodium Speakers in het pand. Nadat Speakers in 2013 stopte, werd er in 2014 een filiaal van de Bierfabriek gevestigd.